# PICMG
Die PCI Industrial Computer Manufacturers Group, kurz PICMG, ist ein Konsortium aus über 220 Unternehmen, die patentfreie Spezifikationen und Industriestandards für leistungsstarke Telekommunikations- und Industrieanwendungen gemeinsam erarbeiten. Die Mitglieder des Konsortiums sind größtenteils Vorreiter für neue Technologien und blicken auf langjährige Entwicklungserfahrung in ihren Branchen zurück.

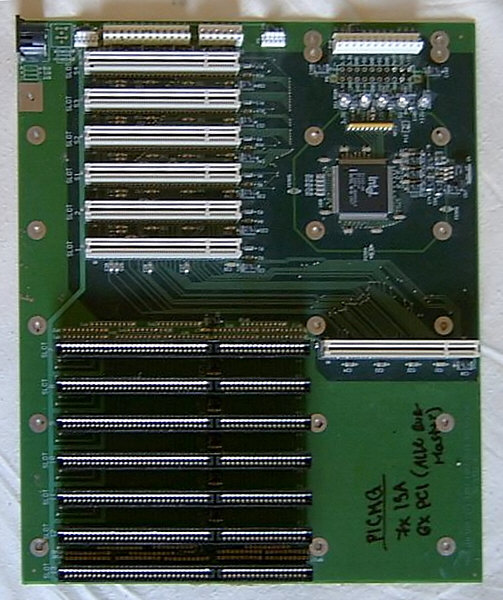
Eine Backplane für industrielle PCs (PICMG 1.0)

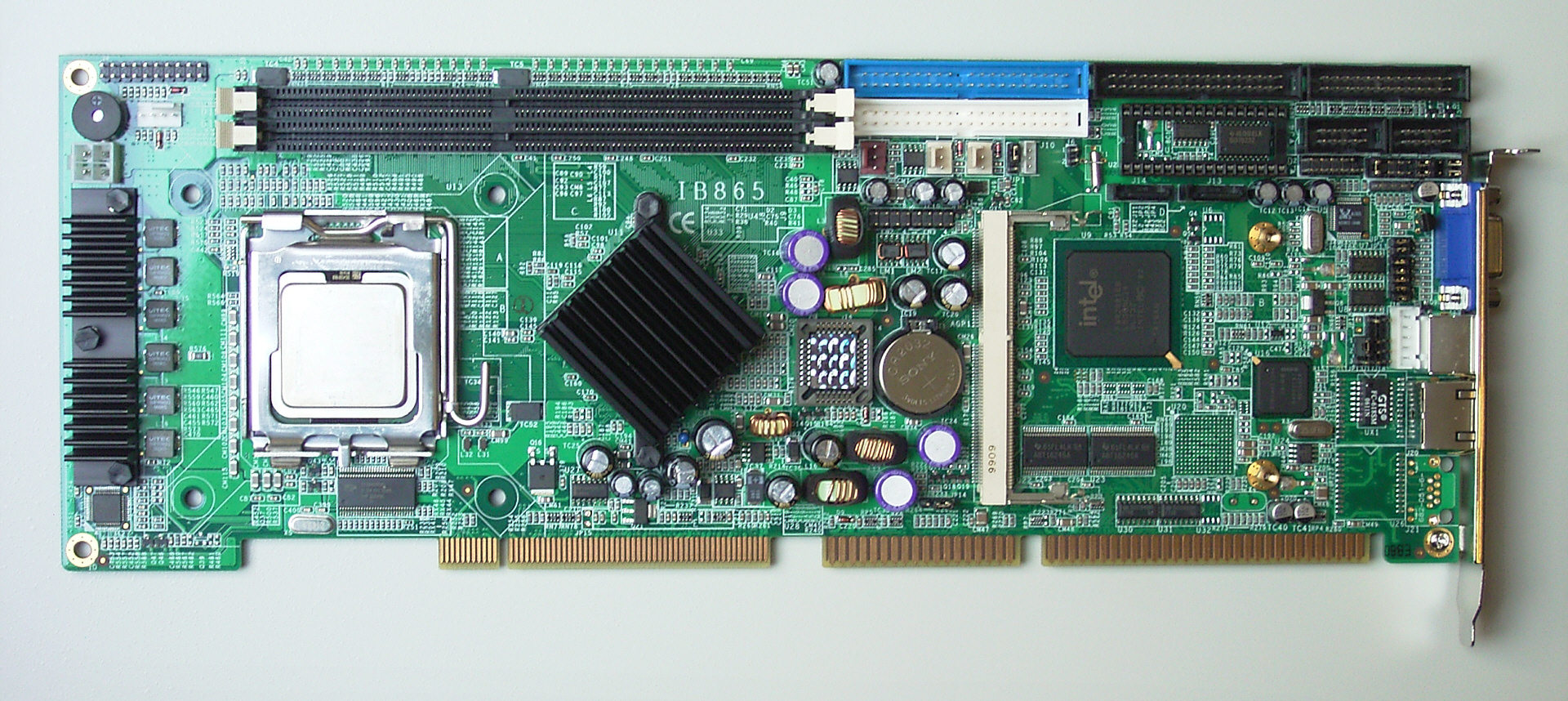
Slot-CPU mit Sockel 775 (PICMG 1.0)

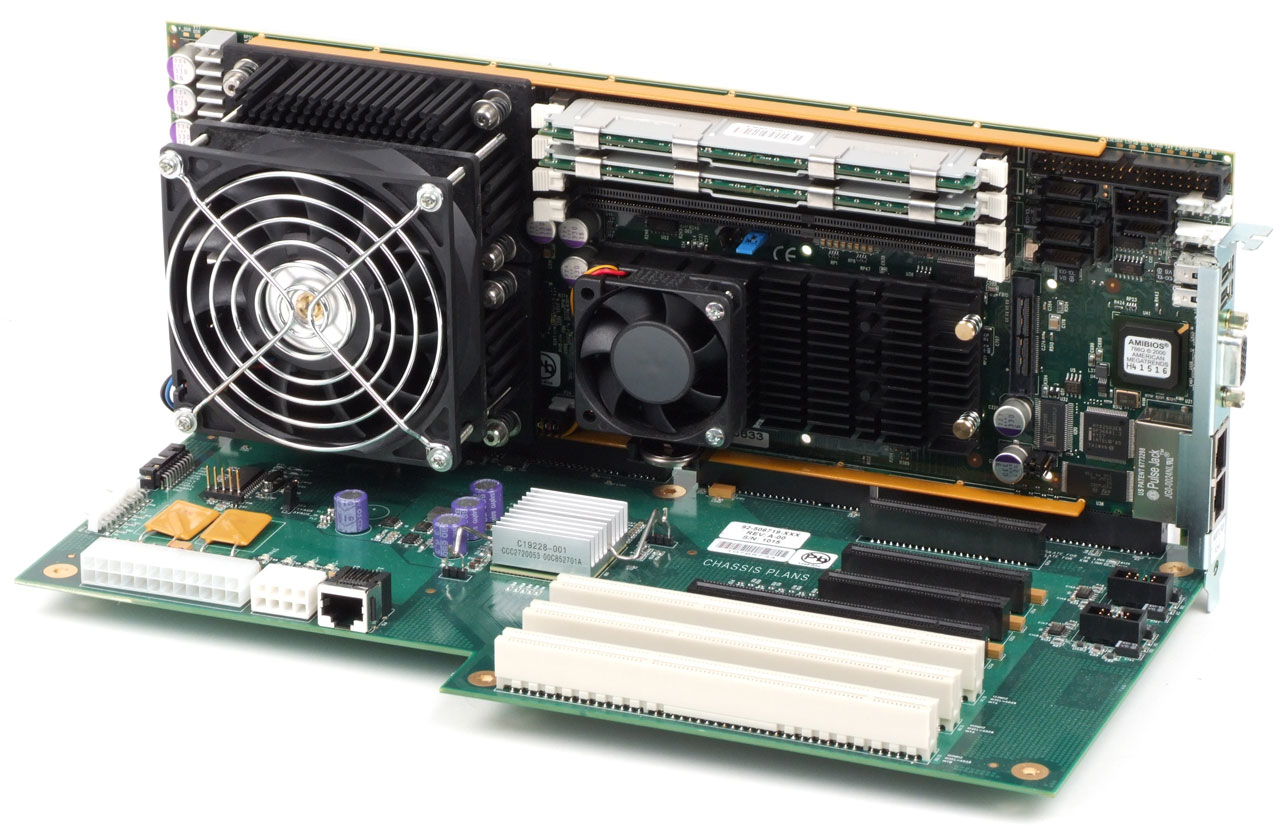
Slot-CPU auf Backplane (PICMG 1.3)

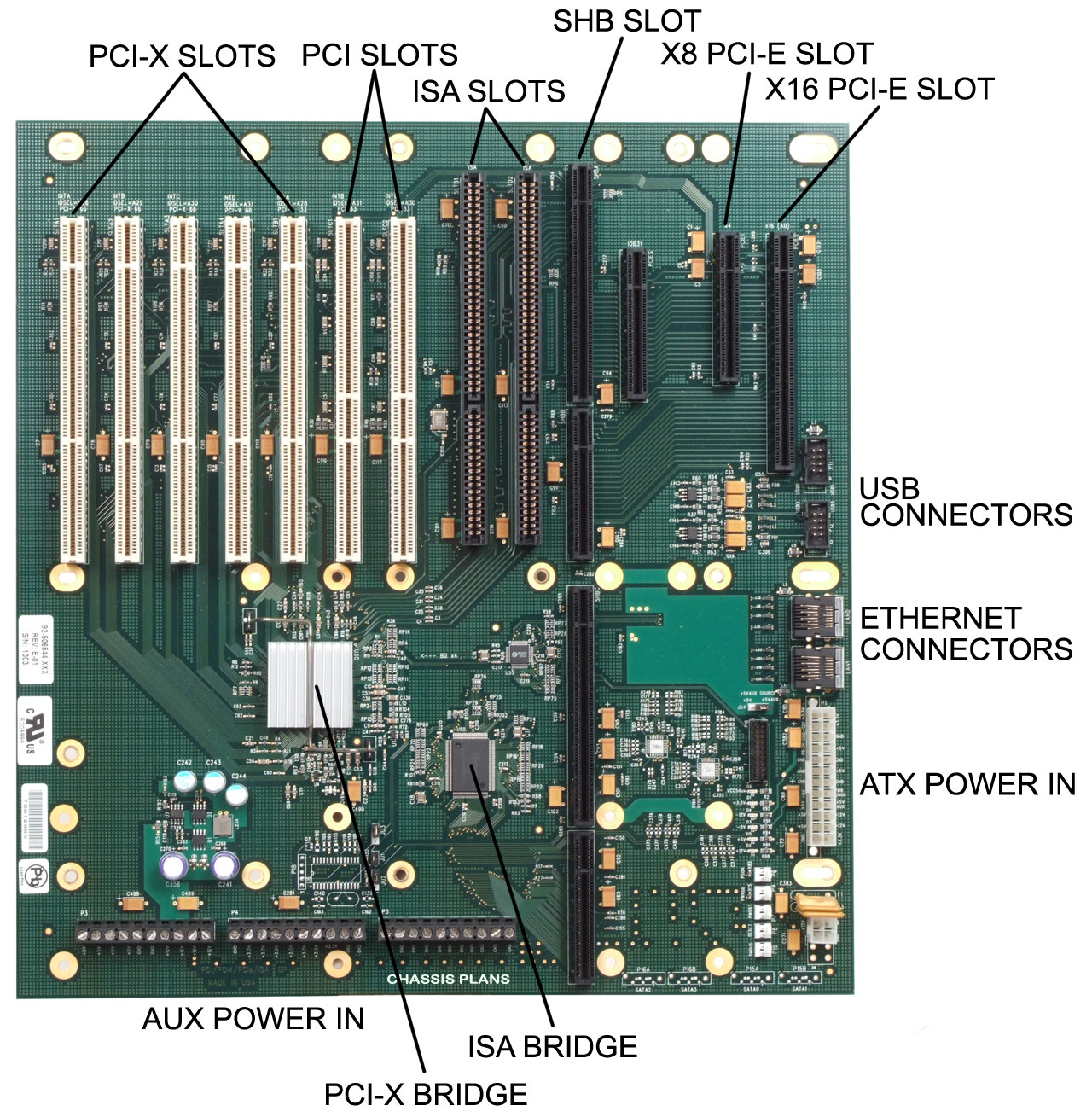
Anschlussdetails einer Backplane (PICMG 1.3)

Das Konsortium wurde 1994 mit dem Auftrag gegründet, den Schnittstellenstandard PCI weiterzuentwickeln und in neuen Märkten zu etablieren. Derzeit werden Richtlinien für offene Computerarchitekturen in den Branchen Industrie, Telekommunikation und Militär erarbeitet sowie eingeführt. Diese Spezifikationen umfassen unter anderem AdvancedTCA, AdvancedMC, MicroTCA, COM Express, und CompactPCI. Sie definieren Formfaktoren der Baugruppen und Computer-Busse.
Die folgenden Standards sind freigegeben:
| PICMG 1.0  | PCI/ISA                                                      |
| PICMG 1.1  | PCI/ISA Bridging                                             |
| PICMG 1.2  | PCI only                                                     |
| PICMG 1.3  | SHB Express                                                  |
| PICMG 2.0  | CompactPCI                                                   |
| PICMG 2.1  | CompactPCI Hot Swap                                          |
| PICMG 2.2  | CompactPCI VME64x                                            |
| PICMG 2.3  | CompactPCI PMC I/O                                           |
| PICMG 2.4  | CompactPCI IP I/O                                            |
| PICMG 2.5  | CompactPCI Telephony                                         |
| PICMG 2.7  | Dual CompactPCI                                              |
| PICMG 2.9  | CompactPCI Management                                        |
| PICMG 2.10 | CompactPCI Keying                                            |
| PICMG 2.11 | CompactPCI Power Interface                                   |
| PICMG 2.12 | CompactPCI Hot Swap                                          |
| PICMG 2.14 | CompactPCI Multicomputing                                    |
| PICMG 2.15 | CompactPCI Telecom PMC                                       |
| PICMG 2.16 | CompactPCI Packet Switching Backplane (PSB)                  |
| PICMG 2.17 | CompactPCI Starfabric                                        |
| PICMG 2.18 | CompactPCI RapidIO                                           |
| PICMG 2.20 | CompactPCI Serial Mesh                                       |
| PICMG 2.30 | CompactPCI PlusIO                                            |
| CPCI-S.0   | CompactPCI Serial                                            |
| CPCI-S.1   | CompactPCI Serial Space                                      |
| EXP.0      | CompactPCI Express                                           |
| PICMG 3.0  | AdvancedTCA Base                                             |
| PICMG 3.1  | AdvancedTCA Ethernet                                         |
| PICMG 3.2  | AdvancedTCA InfiniBand                                       |
| PICMG 3.3  | AdvancedTCA StarFabric                                       |
| PICMG 3.4  | AdvancedTCA PCI Express                                      |
| PICMG 3.5  | AdvancedTCA RapidIO                                          |
| PICMG 3.8  | AdvancedTCA Rear Transition Module                           |
| AMC.0      | AdvancedMC Mezzanine Module                                  |
| AMC.1      | AdvancedMC PCI Express and AS                                |
| AMC.2      | AdvancedMC Ethernet                                          |
| AMC.3      | AdvancedMC Storage                                           |
| AMC.4      | AdvancedMC Serial RapidIO                                    |
| IRTM.0     | Intelligent Rear Transition Module                           |
| SFP.0      | System Fabric Plane                                          |
| SFP.1      | iTDM                                                         |
| COM.0      | COM Express Computer-on-Module                               |
| CDG        | COM Design Guide                                             |
| MTCA.0     | MicroTCA                                                     |
| MTCA.1     | Air-cooled rugged MicroTCA                                   |
| MTCA.2     | Hybrid Air/Conduction Cooled MicroTCA                        |
| MTCA.3     | Hardened conduction-cooled MicroTCA                          |
| MTCA.4     | MicroTCA Enhancements for Rear I/O and Precision Timing      |
| HPM.1      | Hardware Platform Management IPM Controller Firmware Upgrade |
| HPM.2      | LAN-Attached IPM Controller                                  |
| HPM.3      | DHCP – Assigned Platform Management                          |